# Upp, trälar!
Upp, trälar! (på finska: Täällä Pohjantähden alla 2) är den andra boken i den finländske författaren Väinö Linnas trilogi Här under polstjärnan, ursprungligen utgiven 1960. Huvudpersonen är torparen Akseli Koskela och beskriver hans liv vid tiden för det finska inbördeskriget. Boken väckte stor debatt när den utkom eftersom den på ett realistiskt och oförskönat sätt beskrev vad som faktiskt hände under kriget.

## Handling
Romanen är en direkt fortsättning på Högt bland Saarijärvis moar. Fokus flyttas från Jussi Koskela till hans äldste son, Akseli Koskela, som har tagit över torpet. Berättelsen beskriver en tid av ökande sociala motsättningar. Arbetarrörelsen blir allt mer organiserad, den ryska revolutionen utbryter och snart också det finska inbördeskriget, där Akseli och hans yngre bröder kommer att ansluta sig som frivilliga. Krigets grymhet och destruktivitet beskrivs mycket realistiskt och ett stort antal av romanens personer kommer att dö. Akseli överlever men blir krigsfånge och genomlever svåra umbäranden i ett finskt koncentrationsläger.